# Alexandre Silva Cleyton
Alexandre Silva Cleyton (Jacareí, Brasil, 8 de marzo de 1983) es un futbolista brasileño. Juega de centrocampista y su equipo actual es el Ümraniyespor de Turquía.

## Biografía
Cleyton, que puede actuar como centrocampista o delantero, es brasileño, aunque obtuvo la nacionalidad griega el 13 de noviembre de 2007, después de 10 años viviendo en el país.
Empezó su carrera profesional en Grecia en 2004. Empezó jugando para el Apollon Kalamarias y dos años más tarde se trasladó al AE Larisa.
Con este equipo conquista la Copa de Grecia en 2007, al imponerse en la final al Panathinaikos por dos goles a uno. En la temporada siguiente Cleyton se convirtió en máximo goleador de su equipo en la Copa de la UEFA 2007-08.
En 2008 firma un contrato con su actual club, el Panathinaikos, equipo que tuvo que realizar un desembolso económico de 1,6 millones de euros para poder hacerse con sus servicios.

## Clubes
| Club               | País    | Año           |
| ------------------ | ------- | ------------- |
| Apollon Kalamarias | Grecia  | 2004-2006     |
| AE Larisa          | Grecia  | 2006-2008     |
| Panathinaikos FC   | Grecia  | 2008-2010     |
| Metalurg Donetsk   | Ucrania | 2010          |
| Panathinaikos FC   | Grecia  | 2011-2012     |
| Kayserispor        | Turquía | 2012- 2014    |
| Dynamo Zagreb      | Croacia | 2014          |
| Xanthi FC          | Grecia  | 2014-2015     |
| Elazığspor         | Turquía | 2015-2016     |
| AC Omonia Nicosia  | Chipre  | 2016-2017     |
| Ümraniyespor       | Turquía | 2017-presente |

## Títulos
- 1 Copa de Grecia (AE Larisa, 2007)